# Ndèye Tické Ndiaye Diop
Ndèye Tické Ndiaye Diop é uma política senegalesa de Thiès. Ela tornou-se Ministra da Economia Digital e Telecomunicações em abril de 2019.

## Carreira
Ela é engenheira em tecnologia de pesca. Realizou actividades de apoio à população de Thiès, como a concessão de créditos às mulheres e o investimento em instalações de higiene. Recebeu o prémio Icone 2016 pelas suas actividades neste sentido.
Ela actuou pela primeira vez como Secretária Geral do Ministério das Pescas. Em 2017, foi nomeada chefe da Agência Nacional de Assuntos Marítimos do Senegal (ANAM).
Em abril de 2019, foi nomeada Ministra da Economia Digital e Telecomunicações (sucedendo a Abdoulaye Baldé) e Porta-voz do Governo.